# Omar Bradley
General of the Army Omar Nelson Bradley (født 12. februar 1893, død 8. april 1981) var en af de højest placerede officerer i den amerikanske hær under kampene i Nordafrika og Europa under 2. verdenskrig. Han var den sidste femstjernede general i USA.

## Tidligt liv og karriere
Bradley blev født ind i en fattig familie ved Clark i Missouri. Hans far var skolelærer. Den unge Bradley gik på Higbee Elementary School og Moberly High School. Bradley planlagde at gå på University of Missouri, men blev rådet til i stedet at søge optagelse på militærakademiet West Point. Han kom ind på West Point i 1911.
Bradley fik sin eksamen fra West Point i 1915, samme årgang som Dwight D. Eisenhower og 59 andre senere generaler.
Bradley blev officer i 14. infanteriregiment, men kom ikke til at se kamp i 1. verdenskrig, der snart rasede i Europa. Da krigen brød ud, blev han forfremmet til kaptajn, men blev udstationeret i Butte i Montana. I august 1918 kom han i 19. infanteridivision, der skulle sendes til Europa, men udbruddet af den spanske syge og senere krigens ophør forhindrede dette.
I mellemkrigstiden underviste og studerede han. Fra 1920-1924 underviste han i matematik på West Point. I 1924 blev han forfremmet til major og gennemgik den udvidede infanteriundervisning på Fort Benning i Georgia. Efter en kort tjenestetid på Hawaii studerede han ved kommando- og stabsskolen på Fort Leavenworth i 1928-1929.
Fra 1929 underviste han igen på West Point frem til 1934, hvor han studerede ved Army War College. Han blev forfremmet til oberstløjtnant i 1936 og arbejdede i krigsministeriet direkte under hærchefen George Marshall fra 1938. I februar 1941 blev han forfremmet til brigadegeneral og sprang dermed oberstrangen over. I februar 1942 fik han kommandoen over 82. infanteridivision, indtil han i stedet fik kommandoen over 28. infanteridivision i juni.

## 2. verdenskrig
Bradley fik ikke en kommando ved fronten før tidligt i 1943 efter Operation Torch. Han havde fået kommandoen med VIII korps, men blev i stedet sendt til Nordafrika, hvor han skulle tjene under George S. Patton. Han blev chef for II Korps i april og ledte korpset i de afsluttende slag i april og maj. Derefter ledte han sit korps på Sicilien i juli. Under forberedelserne til Operation Overlord fik Bradley kommandoen over den amerikanske Første Armé. Under selve invasionen 6. juni 1944 kommanderede han styrkerne, der gik i land ved Utah Beach og Omaha Beach.
I juli planlagde han Operation Cobra, udbruddet fra det allierede brohoved i Normandiet. I august var hans kommando, den nyoprettede 12. armegruppe, vokset til mere end 900.000 mand og bestod af fire arméer. Det var den største gruppe amerikanske soldater, der nogensinde har været underlagt en feltkommandør. 
I modsætning til nogle af de mere farverige generaler fra 2. verdenskrig, såsom Patton eller Montgomery, var Bradley en høflig og omgængelig mand. Krigskorrespondenten Ernie Pyle bragte ham i den amerikanske offentligheds søgelys, og han blev kendt som "soldaternes general." 
Efter det tyske forsøg på at dele de amerikanske styrker ved Mortain (Operation Lüttich), var Bradleys styrke den sydlige del af et forsøg på at omringe den tyske 7. armé og 5. panzerarmé i Normandiet, ved at fange dem i Falaise-lommen. Selv om operationen kun lykkedes delvis, medførte den dog massive tyske tab.
De amerikanske styrker nåede Siegfried-linjen i slutningen af september. Fremstødets omfang havde overrasket den amerikanske overkommando. Man havde ventet, at de tyske tropper ville holde stand ved de franske floders naturlige barrierer, og fremstødet havde nu strakt den logistiske kæde lang.
Den amerikanske overkommando under Eisenhower måtte nu tage en strategisk beslutning. Bradley foretrak at angribe videre ind i Saarland og Ruhr-distriktet, Montgomery argumenterede for et smalt fremstød over Rhinen, så man undgik Siegfriedlinjen. Eisenhower valgte Montgomerys plan, og Operation Market Garden blev sat i værk. De delte meninger om strategien førte til et brud mellem Bradley og Montgomery.
Bradleys styrker dækkede nu en meget bred front i bakket landskab, fra Holland til Lorraine, og på trods af, at det var den største allierede hærgruppe, var der problemer med at gennemføre en offensiv over en bred front i besværligt terræn imod en dygtig fjende, der havde fået lov at få pusten.
Courtney Hodges 1. armé var stødt på vanskeligheder ved Aachen, og slaget om Hurtgen-skoven kostede 24.000 dræbte og sårede. Længere mod syd var George Pattons 3. armé oppe imod kraftig modstand i Metz's omfattende befæstningsværker. Mens Bradley koncentrerede sig om disse to kampområder, havde tyskerne samlet tropper og materiel til en overraskelsesoffensiv.
Bradleys styrker blev overrasket af det tyske modangreb i Ardenneroffensiven. Pattons 3. armé løsrev sig fra kampene i Saarland, rykkede 90 km bort til den nye front i Ardennerne og angreb den tyske sydlige flanke og brød belejringen af Bastogne.
I marts 1945 brød Bradleys styrker igennem de tyske linjer, krydsede Rhinen og gik ind i Tysklands industrielle hjerte: Ruhr-distriktet. En aggressiv udnyttelse af gennembruddet førte til, at Bradleys styrker indtog en bro over Rhinen ved Remagen. Bradley udnyttede hurtigt muligheden for at krydse floden og udførte snart den sydlige del af en enorm knibtangsmanøvre, der omringede de tyske styrker i Ruhr. Mere end 300.000 tyske soldater blev taget til fange. De amerikanske tropper mødte de sovjetiske tropper nær Elben i midten af april. Da Tyskland overgav sig, bestod 12. armegruppe af fire armeer (1., 3., 9. og 15.) og talte over 1,3 millioner mand.